# Instrument rynku pieniężnego
Instrument rynku pieniężnego – papier wartościowy lub niebędący papierem wartościowym instrument finansowy, wyemitowany lub wystawiony na podstawie właściwych przepisów prawa, który może być przedmiotem obrotu na rynku pieniężnym, np. bony skarbowe, świadectwa depozytowe i komercyjne papiery wartościowe. Pierwotny okres zapadalności instrumentów pieniężnych jest nie dłuższy niż 1 rok. Najpopularniejszymi instrumentami rynku pieniężnego są lokaty międzybankowe, bony pieniężne i skarbowe, transakcje repo i buy-sell-back oraz swapy walutowe.